# 九州中央山地国定公園
九州中央山地国定公園（きゅうしゅうちゅうおうさんちこくていこうえん）は、熊本県と宮崎県にまたがる九州脊梁部の森林山岳と渓谷を主とする国定公園。指定は他の国定公園と比較すると新しく、1982年5月15日である。

## 面積
- 27,096ha

## 概要
公園名のごとく、九州の中央部に分布する。降水量が非常に多いため、山には森林が発達しており、常緑樹や落葉樹が垂直に分布する。また綾北川や綾南川上流域には河谷が発達しており、さながら深山幽谷の世界を呈する。指定区域に含まれる著名な山に国見岳や市房山などがある。また、周辺には椎葉、五木、五家荘、米良荘など古くから平家の落ち武者が隠棲したといわれる隠れ里がある。この隠田集落は、「五木の子守唄」や椎葉の「ひえつき節」など数々の民謡や伝承、説話が伝わり、民俗学の宝庫として知られ、観光客を多く集める要因となっている。また、綾には国内最大級の照葉樹林帯があることで知られる。

## 景観・地形地質
- 深山幽谷地帯（国見岳、市房山）
- 四万十累層

## 動物
- ニホンカモシカ
- 二ホンコキクガシラコウモリ
- ゴイシツバメシジミ
- コシジロヤマドリ
- クマタカ
- ホシガラス

## 植物
- ミズナラ
- ブナ
- モミ
- ツガの混交林
- ツクシシャクナゲ
- オオヤマレンゲ
- ミヤマキリシマ
- シシンラン
- ウスユキソウ等石灰岩
- 植物群落（白岩山）
- 照葉樹林（綾町）

## 主な指定地域
- 五木五家荘
- 椎葉
- 市房山
- 米良荘
- 綾の照葉樹林帯

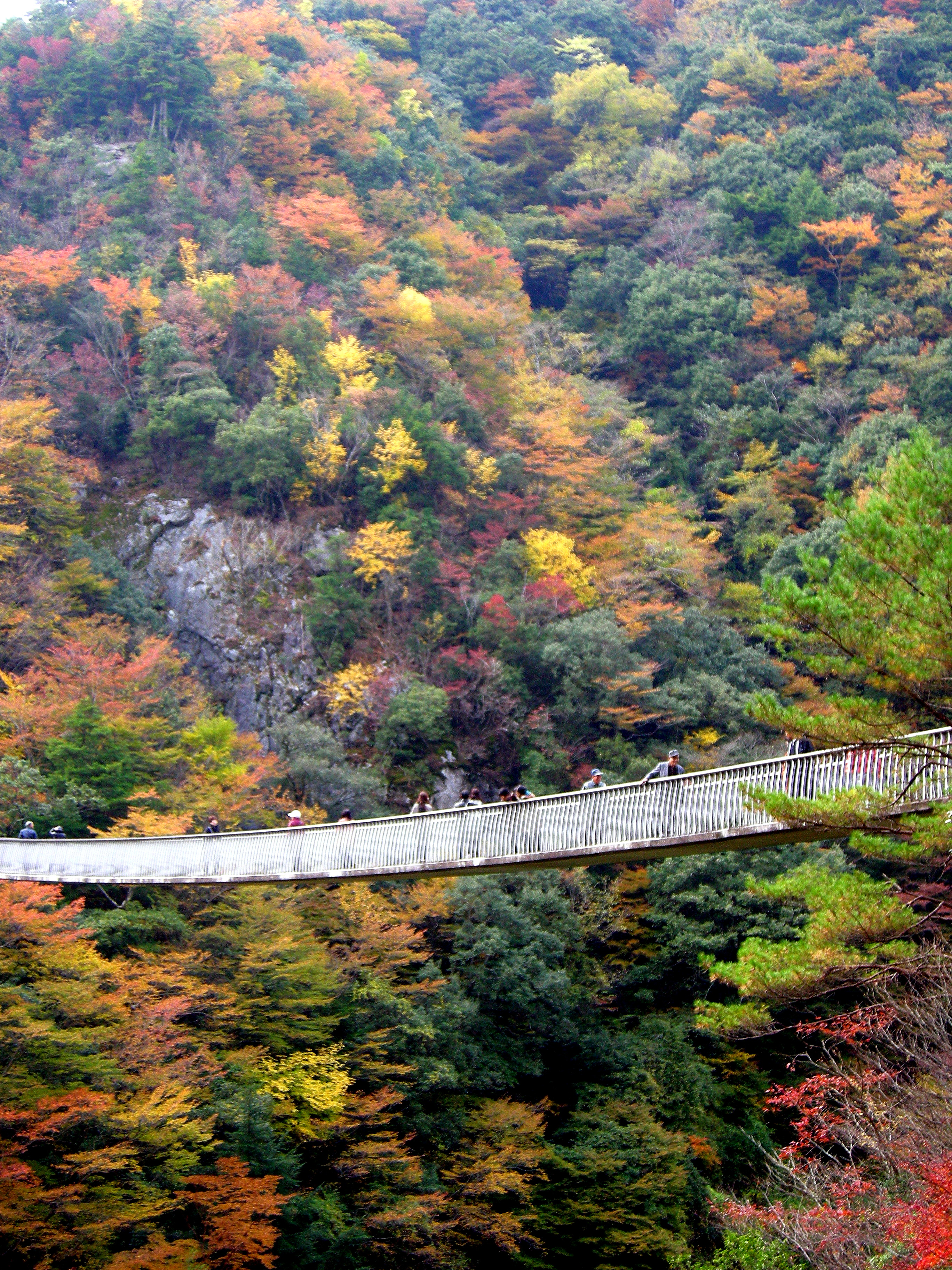
梅の木轟公園吊橋
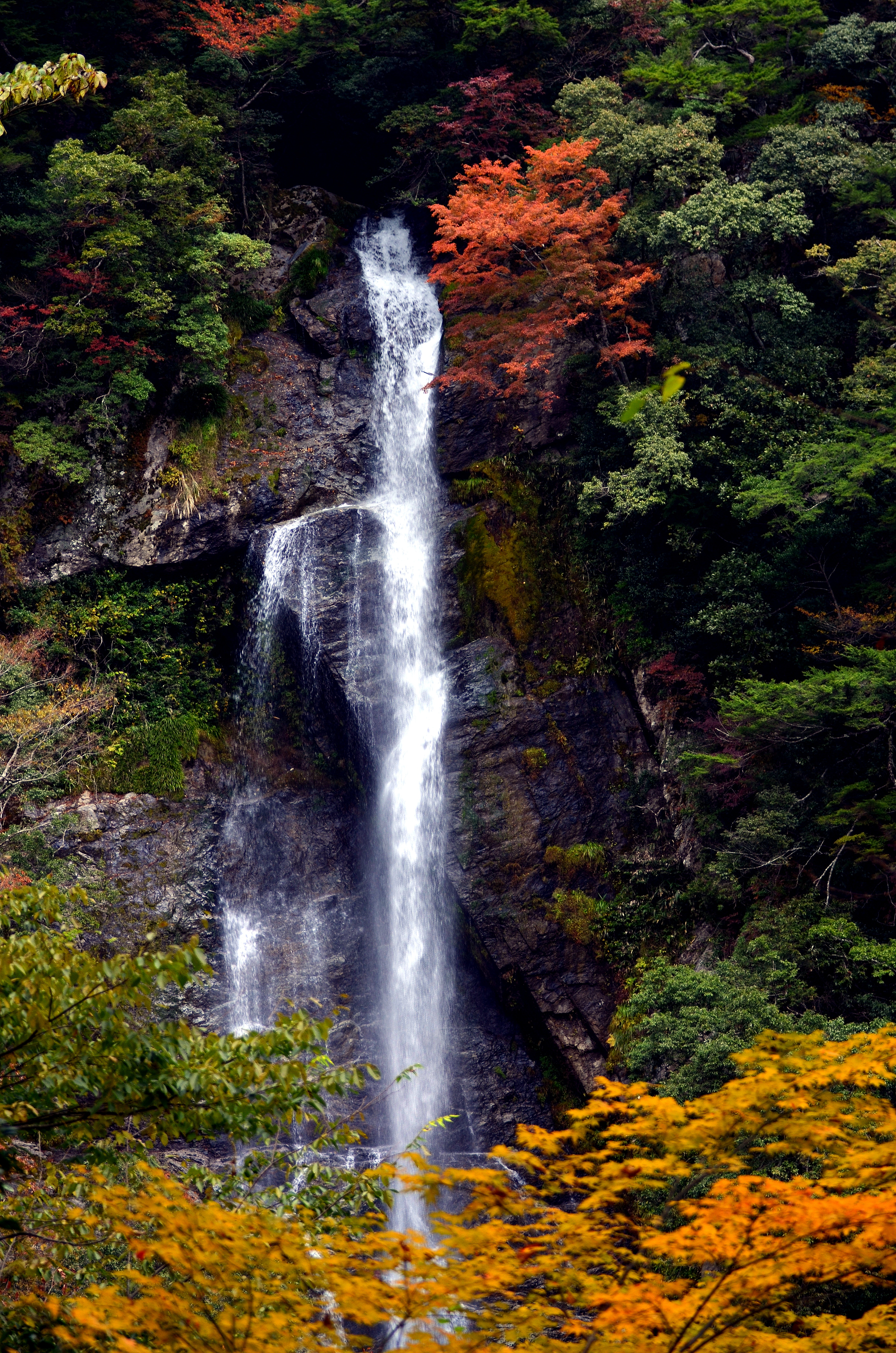
せんだん轟の滝
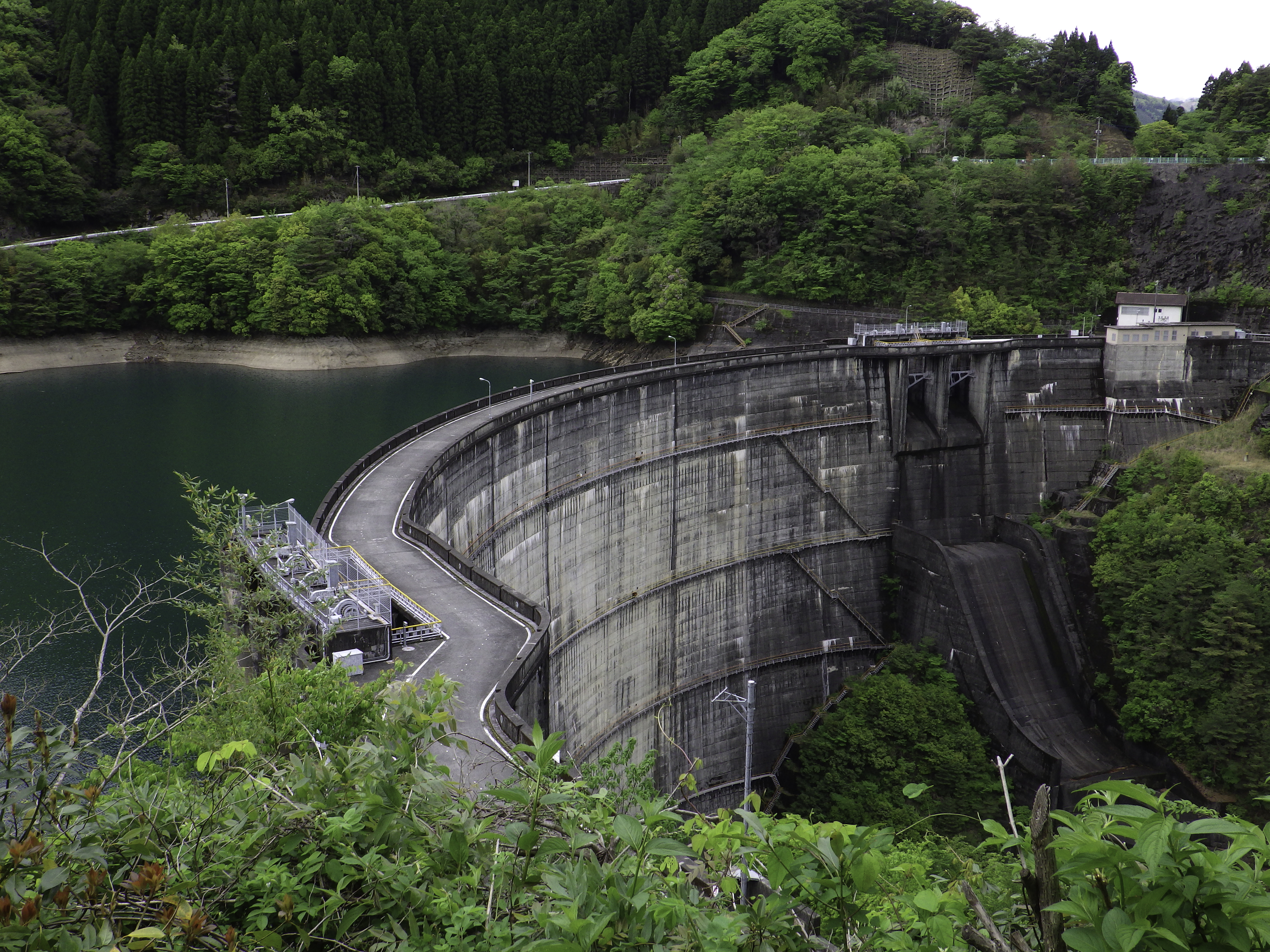
上椎葉ダム
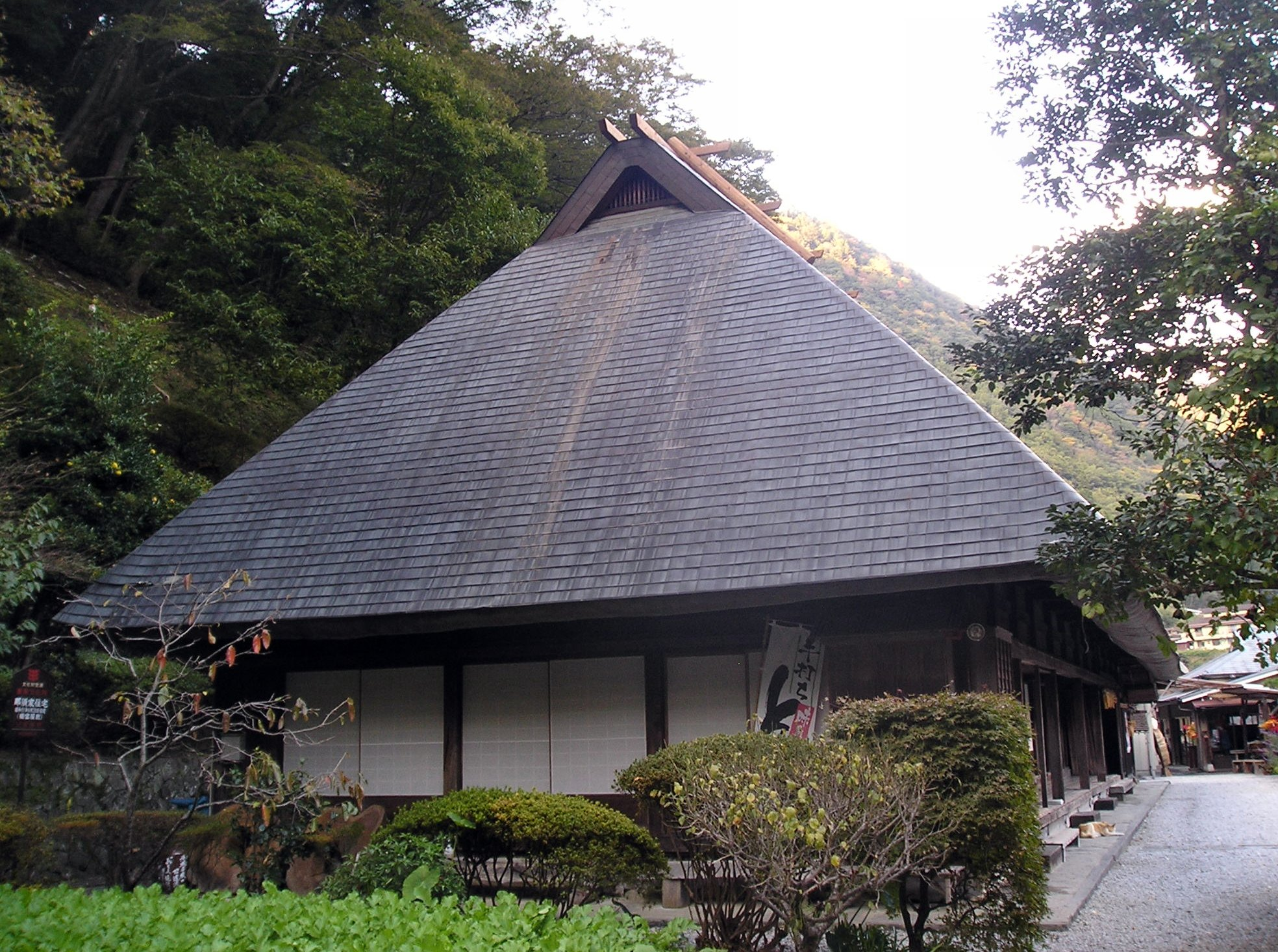
那須家住宅
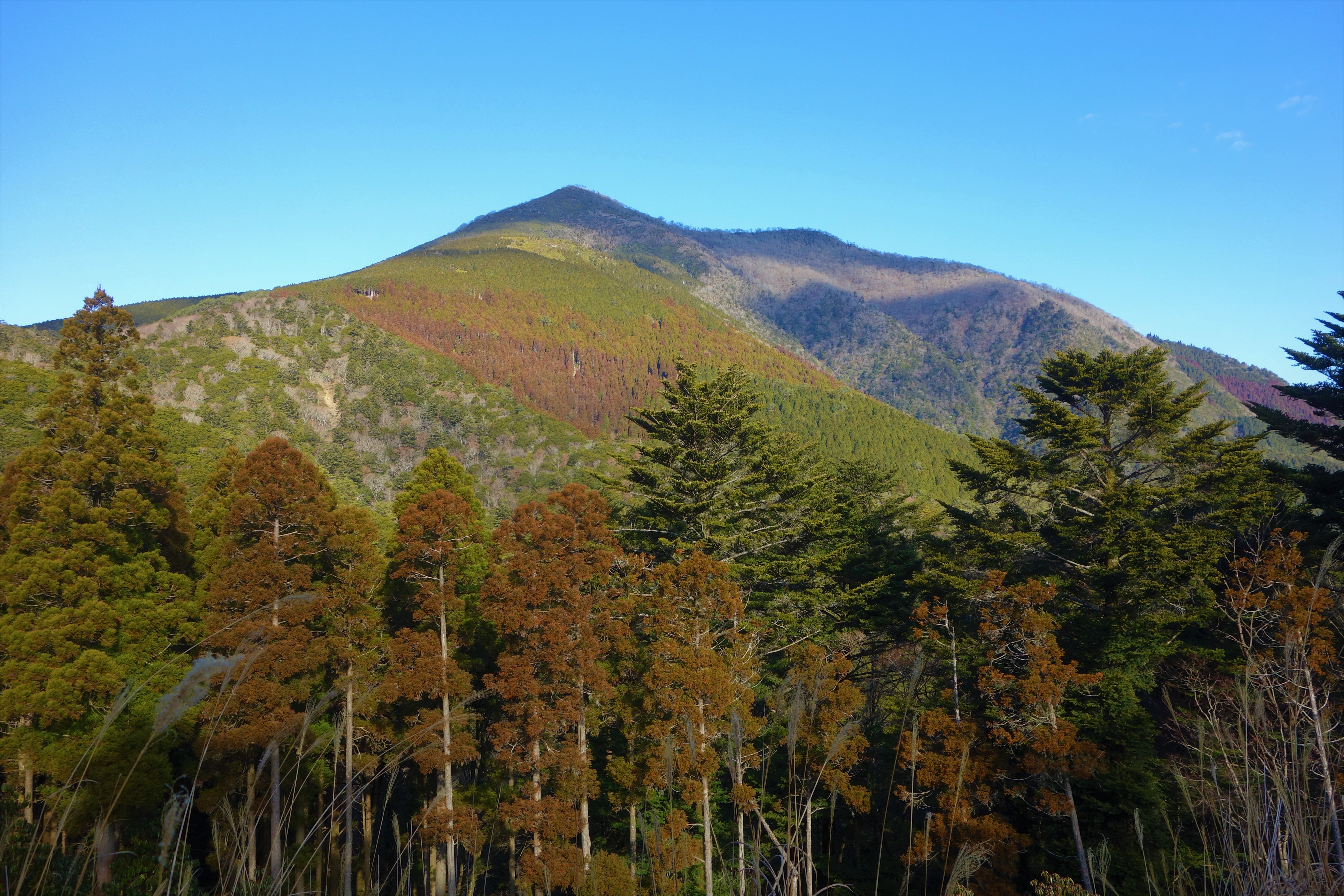
西米良村槙ノ口付近からの市房山
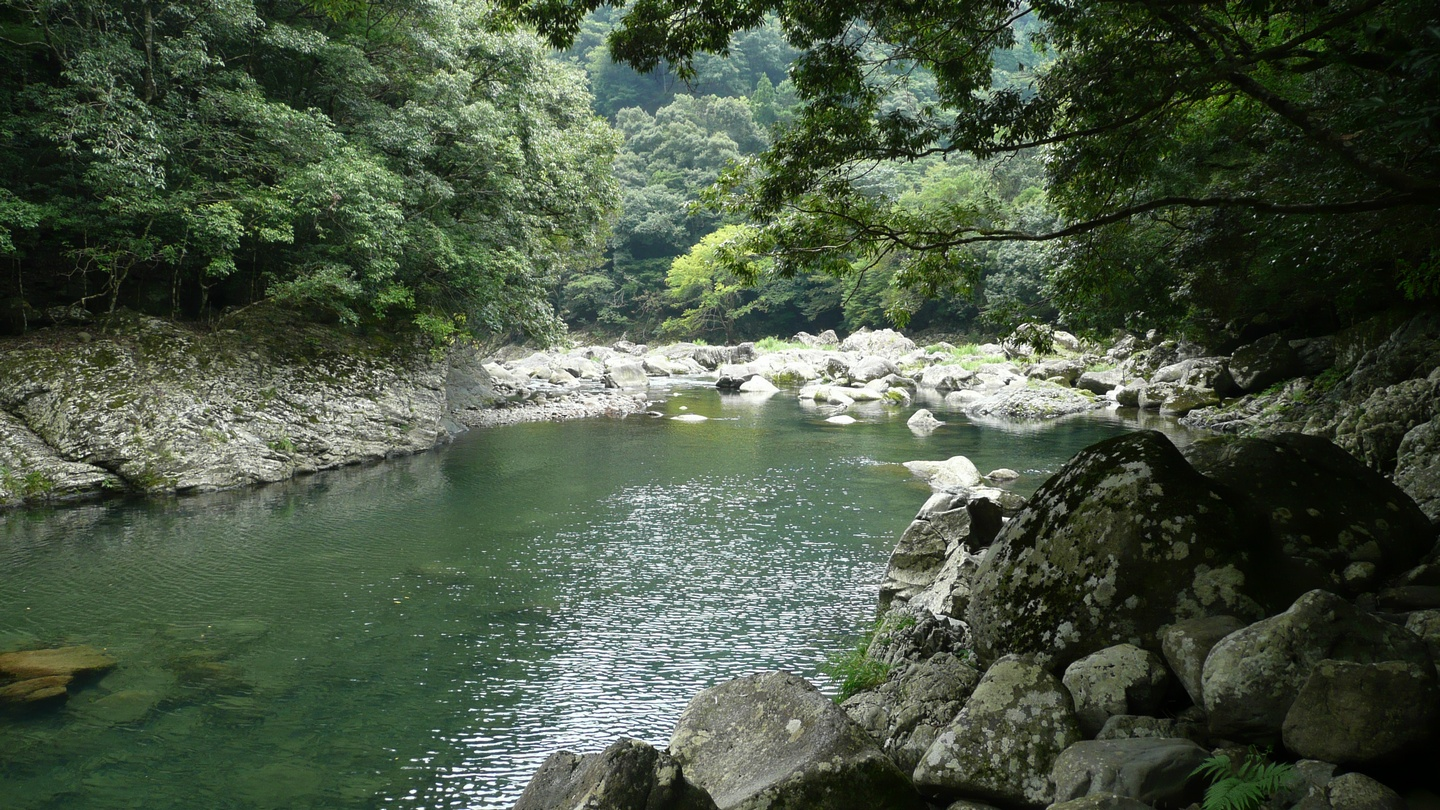
綾川と綾の照葉樹林